# Cédric D'Ulivo
Cédric D'Ulivo, né le 29 août 1989 à Marseille en France, est un joueur de football français. Il évolue au poste d'arrière droit

## Biographie
Issu du centre de formation de l'Olympique de Marseille, il a fait sa première apparition dans le groupe professionnel lors du match en Coupe UEFA pour la rencontre Shakhtar Donetsk - Marseille, le 9 avril 2009.
Le 2 juillet 2009, il signe son premier contrat professionnel avec son club formateur pour une durée de trois ans. En septembre 2009, il dispute les Jeux de la Francophonie avec l'équipe de France des moins de 20 ans. En janvier il est prêté au SO Cassis Carnoux, en National puis la saison suivante à l'AC Ajaccio en Ligue 2, où il joue seulement 4 matches. Son contrat n'est pas prolongé et il s'engage gratuitement en juin 2012 avec Waasland-Beveren, néo-promu en première division belge, où il signe un contrat de deux ans. Il trouve sa place dans l'équipe belge et prolonge son contrat en mars 2012 pour deux saisons, le liant au club jusqu'en juin 2015.
En 2020, il se reconvertit dans l’immobilier.[source insuffisante].